# داوید وویناروویچ
داوید وویناروویچ (به انگلیسی: David Wojnarowicz) (14 سپتامبر ۱۹۵۴- ۲۲ ژوئیه ۱۹۹۲) نقاش، عکاس، نویسنده، فیلم‌ساز، هنرمند حوزهٔ هنرهای اجرایی اهل آمریکا بود.